# Fossar de la Pedrera

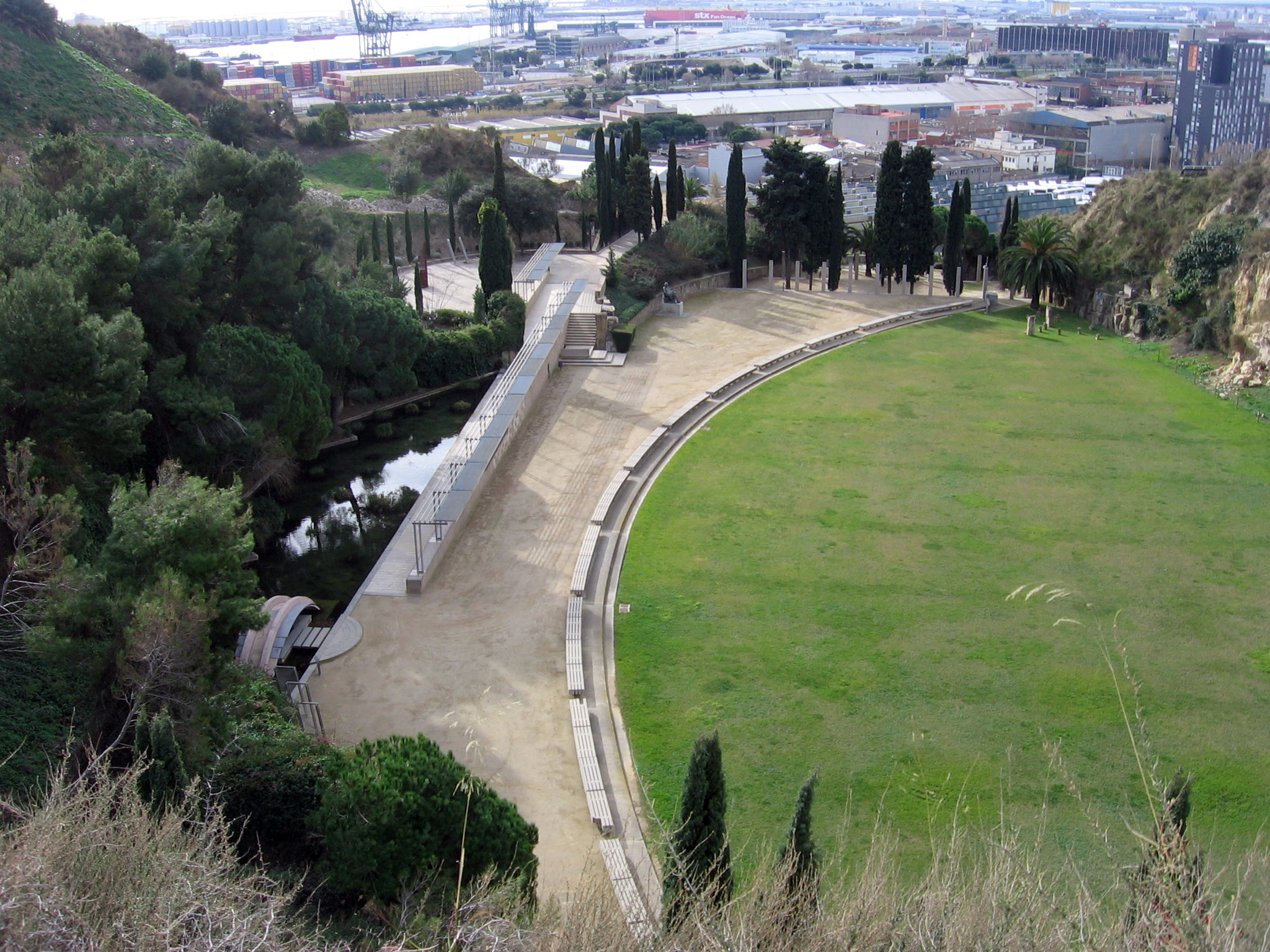
Fossar de la Pedrera.

El Fossar de la Pedrera (en español Fosal de la Cantera) se encuentra en la montaña de Montjuic, en el distrito de Sants-Montjuic de Barcelona. Forma parte del Cementerio de Montjuic, y fue utilizado como fosa común para 4 000 víctimas de la represión franquista.
Desde 1985 acoge los restos mortales de Lluís Companys, presidente de la Generalidad de Cataluña durante la Guerra Civil Española, ejecutado por el régimen de Franco el 15 de octubre de 1940 después de un juicio sumarísimo. Cada 15 de octubre las autoridades políticas y la sociedad civil catalana realizan una ofrenda floral en memoria del presidente.

## Historia

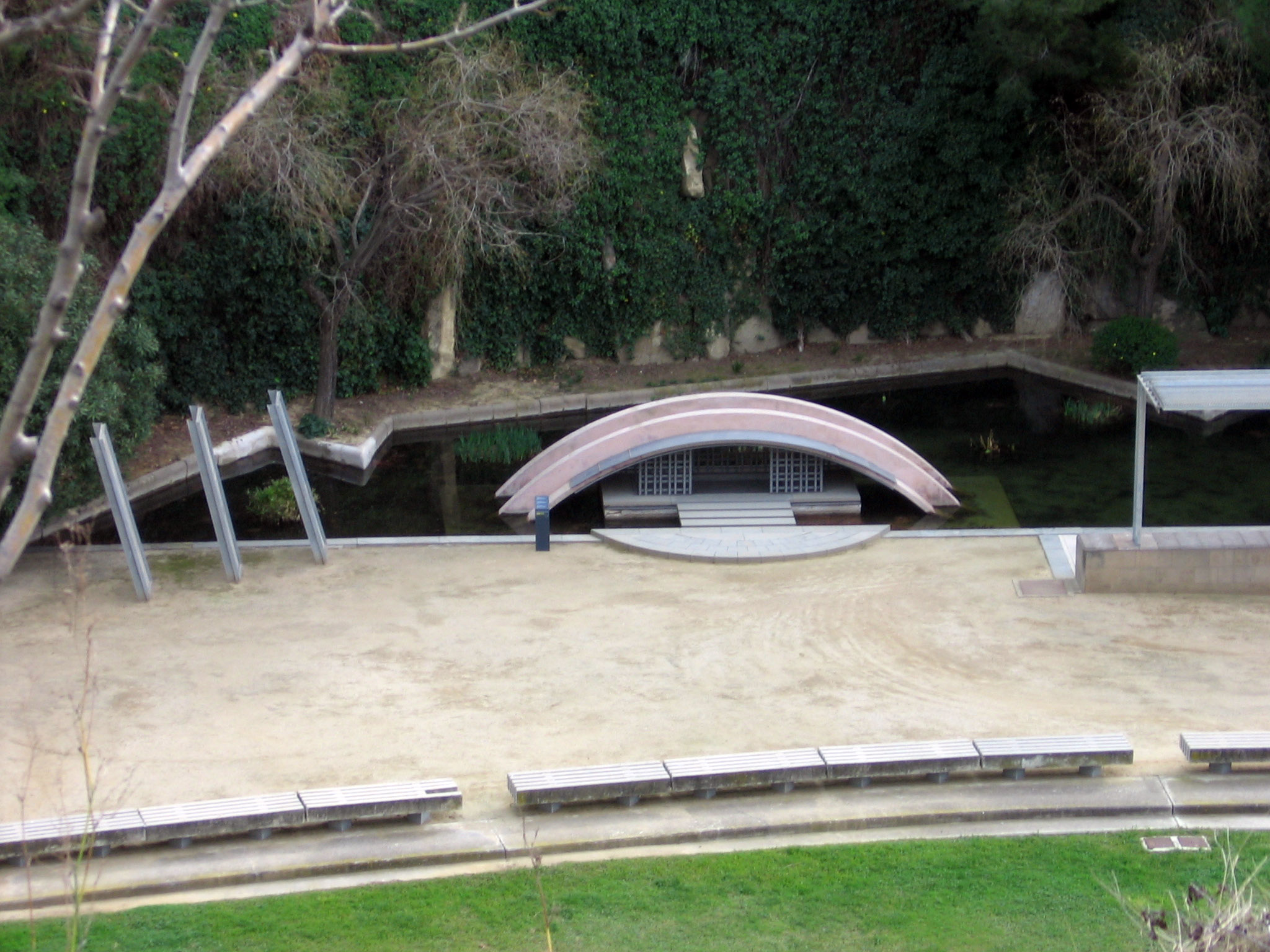
Mausoleo de Lluís Companys.

La zona fue anteriormente una cantera llamada Moragas, en la vertiente sur de la montaña de Montjuïc, cerca de la Zona Franca y rodeada por el Parque del Mirador del Migdia. Durante años, en este lugar fueron enterrados los cuerpos de gente sin recursos y de personas sin identificar. Durante la Guerra Civil Española (1936-1939) fueron enterradas allí las víctimas de los bombardeos de la aviación insurgente. Tras la victoria del bando nacional acogió los restos de los fusilados entre 1939 y 1952 por la represión franquista, la mayoría miembros de partidos, sindicatos y organizaciones que habían apoyado a la República. Tras un consejo de guerra, los condenados por delito de adhesión a la rebelión militar eran sentenciados a muerte, y una vez ratificada la pena por el Caudillo eran fusilados en el Campo de la Bota —entre Barcelona y San Adrián de Besós— y enterrados en el Fossar de la Pedrera. Allí eran enterrados en cajas de madera cubiertas de cal viva para que la putrefacción de los cuerpos se produjese lo antes posible.
El mismo Lluís Companys, fusilado en el Castillo de Montjuïc el 14 de octubre de 1940, iba a ser enterrado en la fosa común, pero su hermana Ramona llegó a tiempo de identificar el cuerpo y pedir que lo enterrasen en un ataúd que ella misma había traído, de madera noble, y ser inhumado en un nicho que había alquilado, aunque con una placa donde no constaba su nombre. 
En 1953 se dejaron de enterrar a los fusilados, aunque los Servicios Funerarios de la ciudad continuaron enterrando allí a los indigentes y personas sin familiares que se hiciesen cargo.
En 1976, con la llegada de la democracia, se hizo el primer acto en memoria de las víctimas de la represión. Se inició entonces una campaña promovida por la Associació Pro-Memòria als Immolats per la Llibertat de Catalunya para el cese de los entierros en la zona y para la dignificación del espacio, a través de un monumento en memoria de las víctimas. En 1985 se inauguró el memorial diseñado por los arquitectos Beth Galí, Màrius Quintana y Pere Casajoana, que comprende un conjunto de columnas con los nombres de las víctimas, una gran zona ajardinada con lápidas singularizadas y el mausoleo de Lluís Companys. Las inscripciones de la entrada las redactó Maria Aurèlia Capmany: una hace referencia a las víctimas de la represión, otra a las víctimas de la fortuna, e incluye los nombres de los que murieron represaliados después de la guerra, tanto si habían sido enterrados allí como si no. También hay un homenaje a las víctimas del nazismo, a través de un conjunto de diez piedras, una por cada uno de los principales campos de concentración nazis, diseñado por el arquitecto Leonard Glaser en el cincuentenario del fin de la Segunda Guerra Mundial. Por último, se colocó la escultura Piedad. Homenaje a los inmolados por la libertad en Cataluña, una figura de bronce en forma de piedad clásica, obra de Ferran Ventura, como homenaje a todos los ejecutados por el franquismo en Cataluña después de la Guerra Civil. El memorial del Fossar de la Pedrera fue inaugurado el 27 de octubre de 1985 por el presidente de la Generalidad, Jordi Pujol, el alcalde de Barcelona, Pasqual Maragall, familiares de Lluís Companys y miembros de la Associació Pro-Memòria. En 2011 se incorporó otro monumento, A los libertarios muertos por el franquismo, obra de Juanjo Novella, en memoria de los miembros de la CNT que murieron por la defensa de la libertad.

## Galería

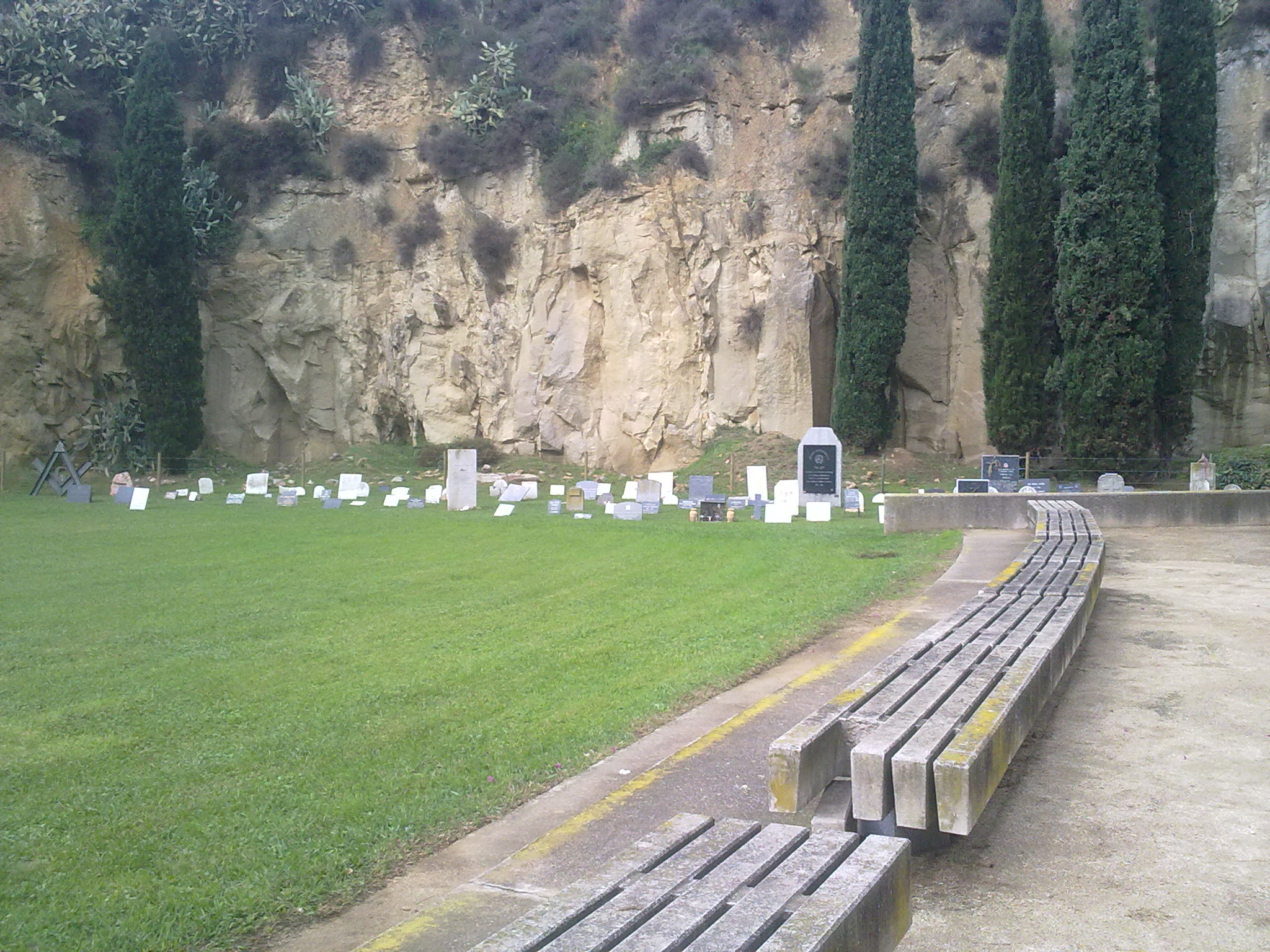
Lápidas del Fossar de la Pedrera.
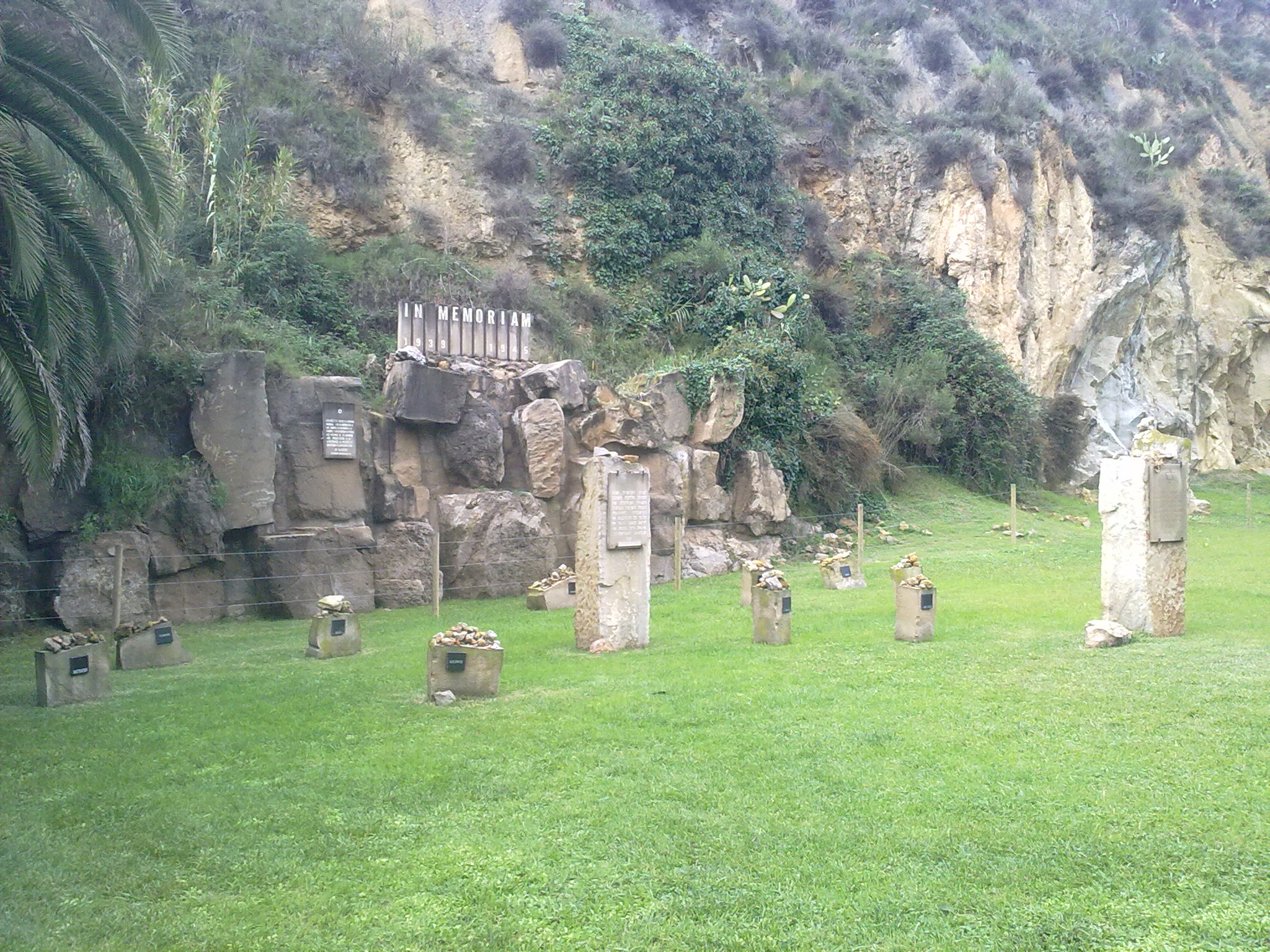
Memorial a las víctimas judías del nazismo.
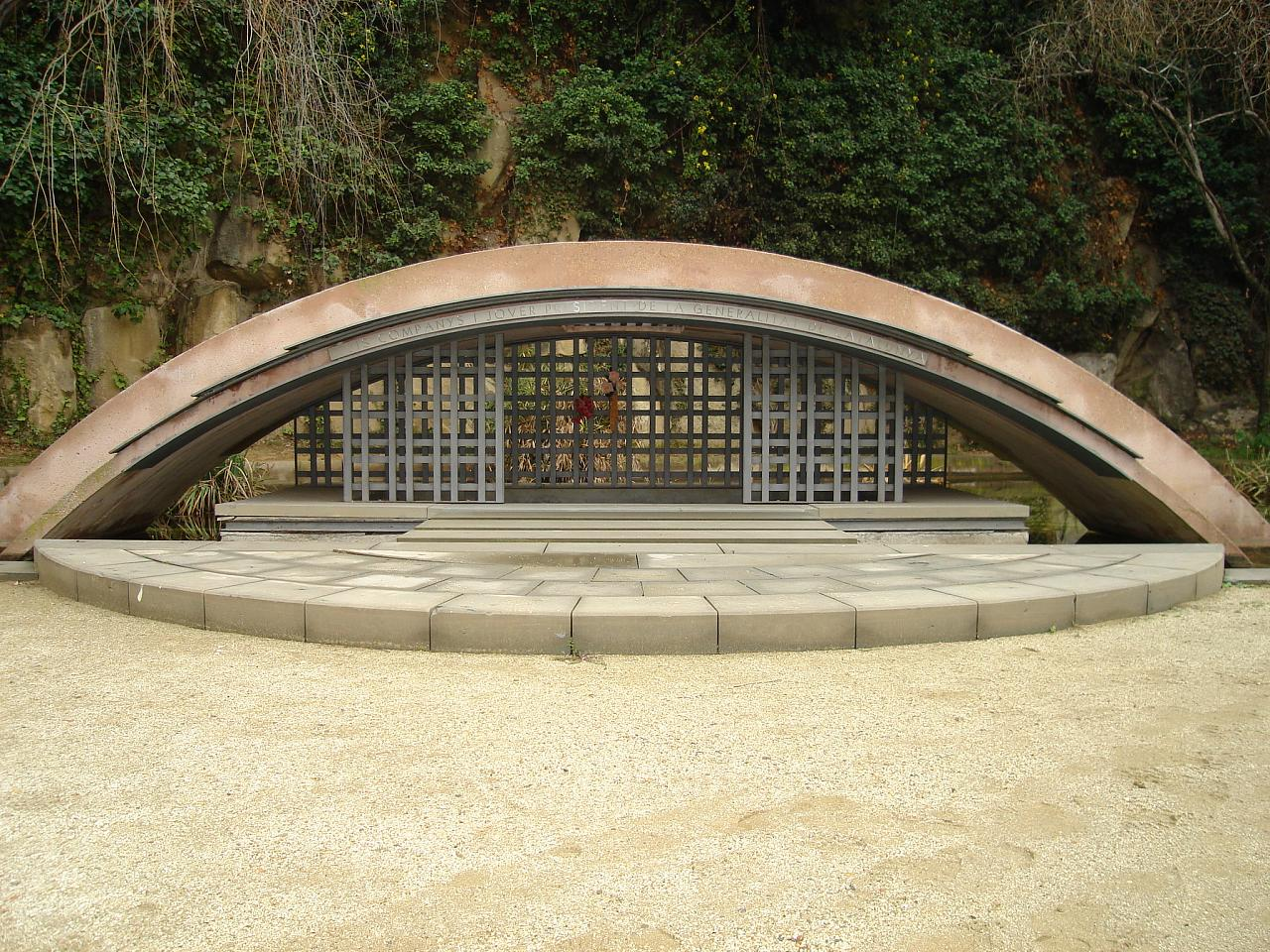
Mausoleo de Lluís Companys.
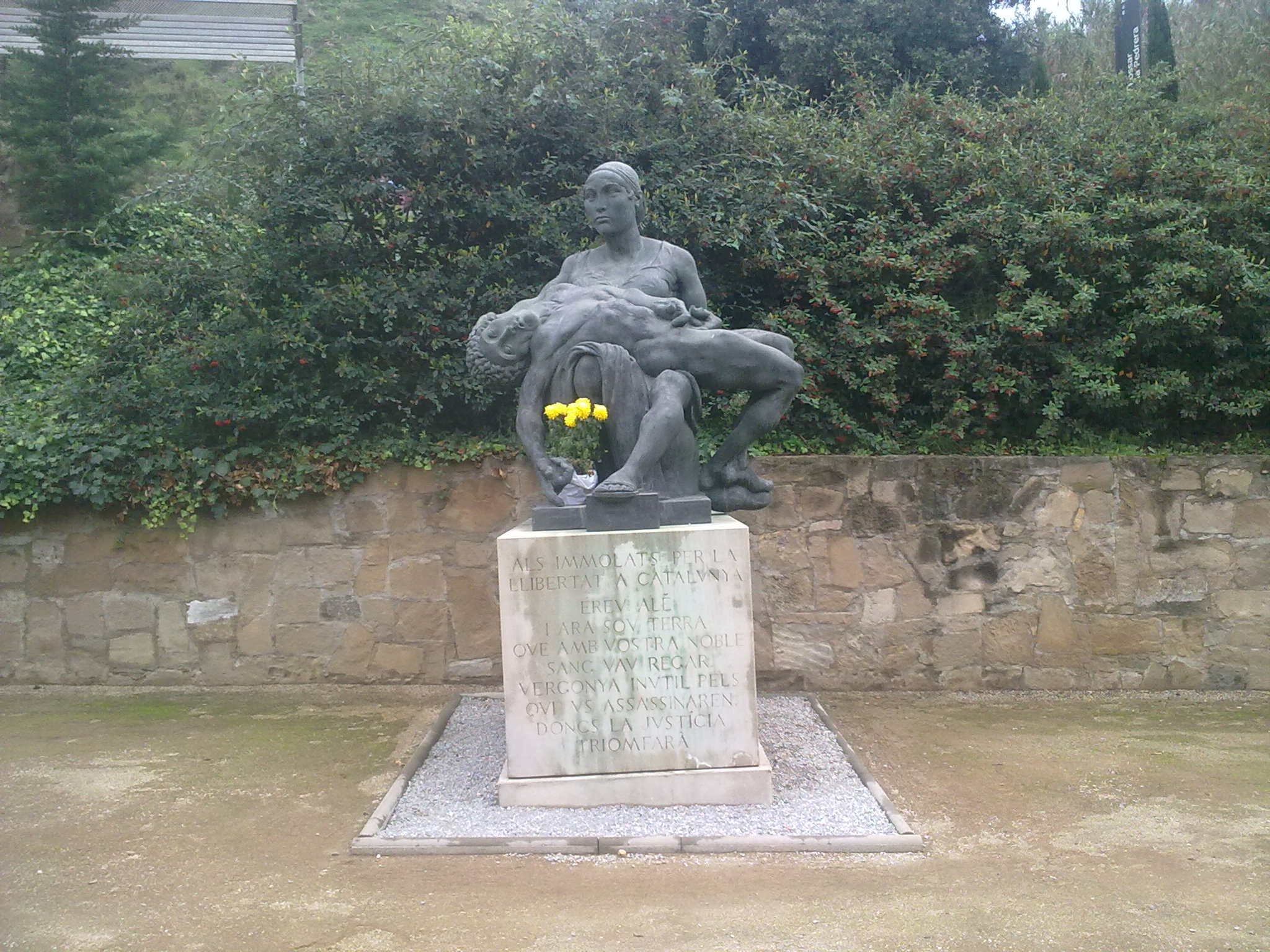
Piedad. Homenaje a los inmolados por la libertad en Cataluña, de Ferran Ventura.
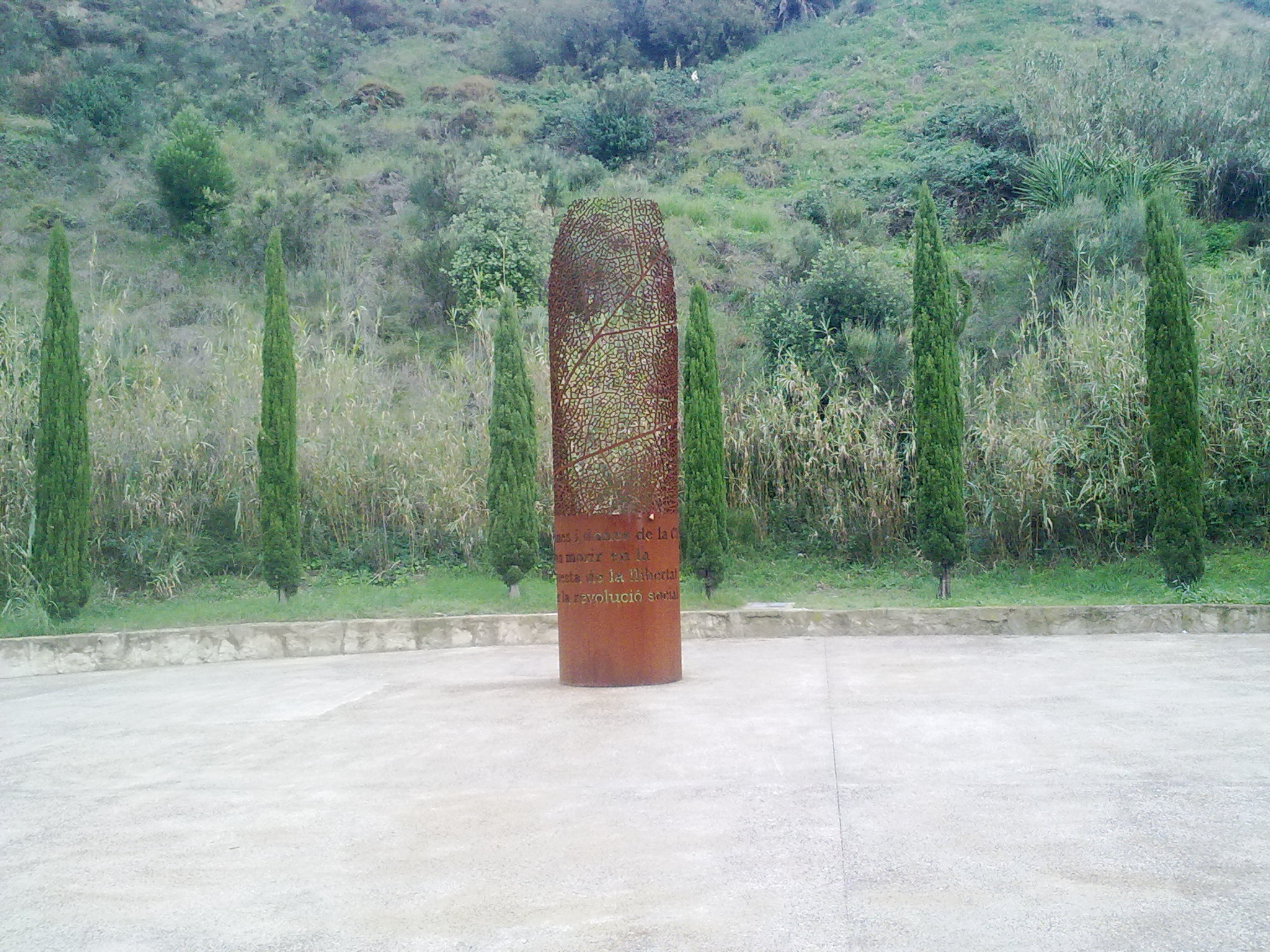
A los libertarios muertos por el franquismo, de Juanjo Novella.
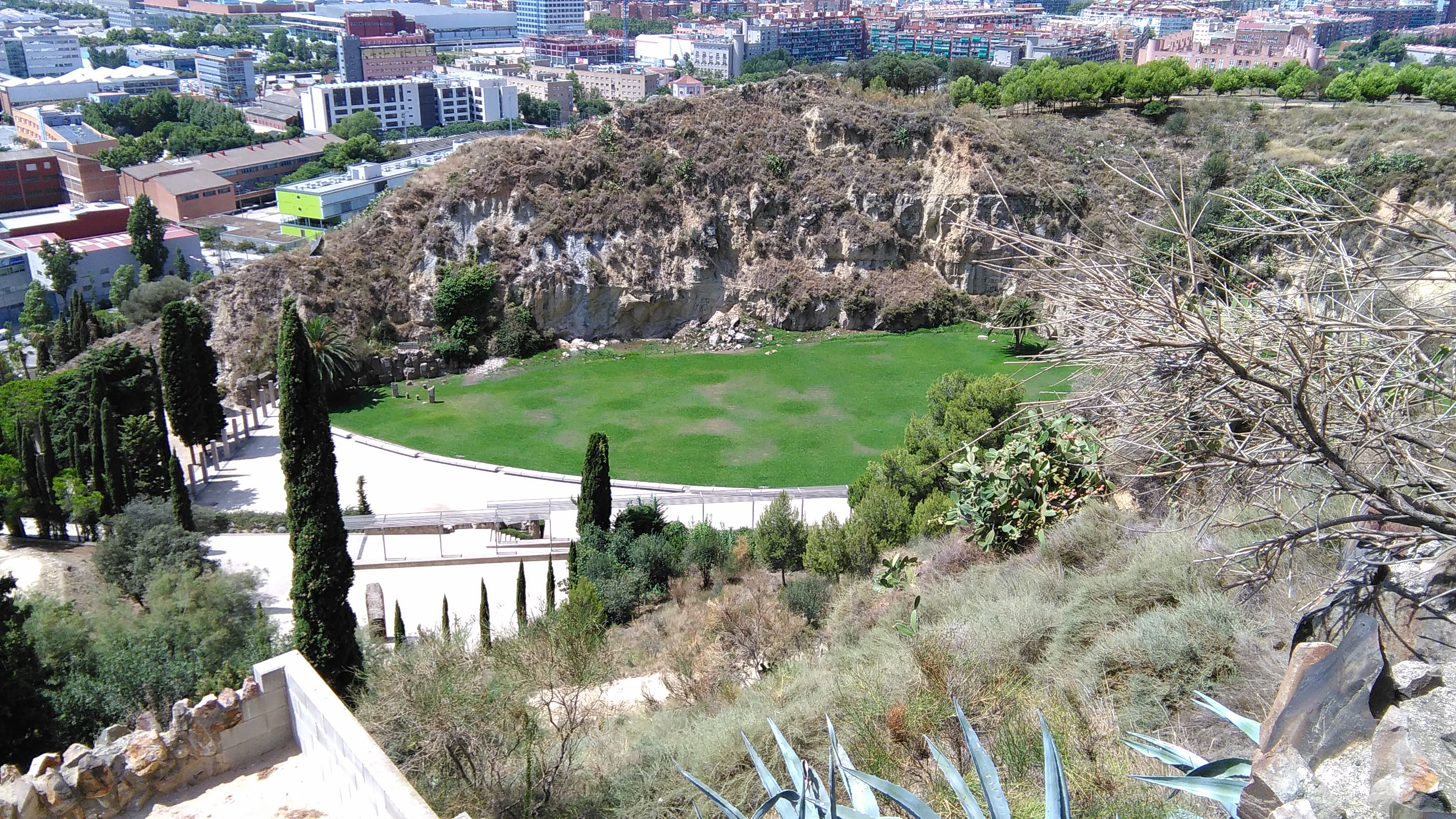
Vista aérea de el Fossar de la Pedrera.